# Arthur Hescket Hall
Arthur Hescket Hall (Rio de Janeiro, 20 de julho de 1894 – 25 de novembro de 1970) foi um marechal brasileiro.

## Carreira Militar
Filho de Viriato Duarte Hall e de Maria Amália Duarte Gonçalves Hall.
Comandou o II Exército, em São Paulo, entre 20 de dezembro de 1956 e 6 de março de 1958.
Foi chefe do Estado-Maior das Forças Armadas entre 5 de janeiro e 21 de março de 1960, durante o Governo de Juscelino Kubitschek.